# Sadków (województwo świętokrzyskie)
Sadków – wieś w Polsce położona w województwie świętokrzyskim, w powiecie kieleckim, w gminie Łagów.
W latach 1975–1998 miejscowość położona była w województwie kieleckim.
Przez miejscowość przebiega droga wojewódzka nr 756.

## Historia
W dokumencie z roku 1356 wieś wzmiankowana jako: Czadcowicze. W źródłach wymieniona również pod nazwą: Czacowicze, Schathkow, Sathkow, Sadek.
W XV w. Schatkow własnością biskupów kujawskich. Grunty o powierzchni 12. łanów kmiecych. Kmiecie odbywają podróże do Opatowa i Bodzentyna, … odrabiają po jednym dniu w tygodniu, …dają z łana po dwa wozy siana, po 3 koguty i 30 jaj… pomagają przy powabie. Dziesięcina wytyczna i konopna (bez ról i karczem) wynosiła 8 grzywien. Z jednego łana płacono czynsz w wysokości pół sekasgeny. Folwarku, młyna i ogrodów nie ma. Kmiecie odrabiają jutrzynę, płacą po 30 gr. oraz łącznie jeden wiardunek obiednego. Sołtys ze Zbelutki wystawił tu dwie karczmy.
W 1510 r. wymieniono 1½ łana sołtysiego.
W XVIII w. były tu 23 dymy gospodarskie i 3 chałupy bez ogrodu i gruntu, zamieszkałe przez 125. ludzi. Na mapie Galicji zachodniej wieś oszacowana na 27 domów, 30 mężczyzn i 3 konie.
W roku 1827 w 27. domach żyło 258 mieszkańców, a w 1889 w 69. domach 338 mieszkańców. Uprawiano 886 mórg włościańskich i 2. morgi dworskie. Pod koniec XIX w. wieś w powiecie opatowskim, gmina Gęsice, parafia Zbilutka.
W roku 1921 naliczono tu 91 budynków z przeznaczeniem mieszkalnym oraz 484 mieszkańców (236 mężczyzn i 248 kobiet). Narodowość polską podało 480 osób, a 4 żydowską.
W 1991 r. było tu 434 mieszkańców, 503,66 ha. gruntów i 92. zagrody. Spis powszechny z czerwca 2011 r. wykazał 460 mieszkańców.

## Obiekty zabytkowe
- dwa domy drewniane z 2. połowy XIX w.[9]

## Demografia
Liczba ludności Sadkowa w latach 1827–2011: